# Песчановское сельское поселение (Волгоградская область)
Песча́новское се́льское посе́ление — муниципальное образование в составе Серафимовичского района Волгоградской области.
Административный центр — хутор Песчаный.

## История
Песчановское сельское поселение образовано 24 декабря 2004 года в соответствии с Законом Волгоградской области № 979-ОД.

## Население
| 2010 | 2012 | 2013 | 2014 | 2015 | 2016 | 2017 |
| ---- | ---- | ---- | ---- | ---- | ---- | ---- |
| 821  | ↗825 | ↘817 | ↘793 | ↘785 | ↘762 | ↘741 |
| 2018 | 2019 | 2020 | 2021 |      |      |      |
| ↘729 | ↘716 | ↘707 | ↘690 |      |      |      |

## Состав сельского поселения
| № | Населённый пункт                                 | Тип населённого пункта        | Население |
| - | ------------------------------------------------ | ----------------------------- | --------- |
| 1 | Новопавловский                                   | хутор                         | 83        |
| 2 | Песчаный                                         | хутор, административный центр | 616       |
| 3 | Посёлок отделения № 2 совхоза «Усть-Медведицкий» | посёлок                       | 59        |
| 4 | Посёлок отделения № 3 совхоза «Усть-Медведицкий» | посёлок                       | 63        |